# Rasafa, Idlib
Rasafa, Idlib (tiếng Ả Rập: الرصافة) là một ngôi làng Syria nằm ở Saraqib Nahiyah ở huyện Idlib, Idlib. Theo Cục Thống kê Trung ương Syria (CBS), Rasafa, Idlib có dân số 1148 trong cuộc điều tra dân số năm 2004.